# NGC 1038
NGC 1038 est une galaxie lenticulaire située dans la constellation de la Baleine. NGC 1038 a été découverte par l'astronome américain Lewis Swift en 1885.

## Caractéristiques
Sa vitesse par rapport au fond diffus cosmologique est de 4 144 ± 18 km/s, ce qui correspond à une distance de Hubble de 61,1 ± 4,3 Mpc (∼199 millions d'al).
À ce jour, une mesure non basée sur le décalage vers le rouge (redshift) donne une distance d'environ 97,100 Mpc (∼317 millions d'al). Cette valeur est loin à l'extérieur mais compatible avec les valeurs de la distance de Hubble. Notons cependant que c'est avec la valeur moyenne des mesures indépendantes, lorsqu'elles existent, que la base de données NASA/IPAC calcule le diamètre d'une galaxie.

## Paire de galaxies
Les galaxies NGC 1038 et IC 1827 sont dans la même région du ciel et selon l'étude réalisée par Abraham Mahtessian, elles forment une paire de galaxies. Il s'agit sans aucun doute d'une erreur, car la distance de Hubble d'IC 1827 est de 84,3 ± 5,9 Mpc (∼275 millions d'al), soit à environ 75 millions d'années-lumière plus loin.